# Fritz Hartvigson
Fritz Seligmann Hartvigson, född 31 maj 1841 i Grenå, död 8 mars 1919 i Köpenhamn, var en dansk pianist. Han var bror till Anton Hartvigson.
Hartvigson undervisades först av sin mor, senare av Anton Rée och 1859–62 av Hans von Bülow i Berlin. Då han 1860 framträdde i Köpenhamn på en av Musikforeningens konserter under Niels W. Gade, visade han sig som ett mycket lovande virtuosämne.
År 1862 framträdde Hartvigson vid Gewandhaus i Leipzig, 1864 bosatte han sig i London, där han efterhand vann allt större anseende och utnämndes till pianist hos prinsessan av Wales. Han blev även eftersökt som musikpedagog i de högsta kretsarna, tillika vid The Normal College for the Blind, blev professor vid Royal Academy of Music och senare vid Royal College of Music i London.
Åren 1873–75 var Hartvigson bosatt i Sankt Petersburg och framträdde även i Moskva och Helsingfors. Därefter återvände han till London, där han stannade till 1911, då han bosatte sig i Köpenhamn.
På sina talrika konserter framförde Hartvigson en rad av pianolitteraturens moderna verk, av bland andra Franz Liszt, Hans Bronsart von Schellendorf, Johannes Brahms, Anton Rubinstein och Joachim Raff. Av hans elever kan nämnas Alfred Hollins, William Murdoch, James Friskin och Pauline Ellice.